# Gheorghe Hagi
Gheorghe Hagi (Săcele, 5 de fevereiro de 1965) é um treinador e ex-futebolista romeno que atuava como meio-campista. Atualmente comanda o Farul Constanţa.
Considerado o maior jogador da história da Romênia, teve passagem marcantes por clubes como Steaua Bucareste e Galatasaray. Já pela Seleção Romena, disputou 125 partidas e marcou 35 gols, dividindo o topo da artilharia com Adrian Mutu. Sua grande habilidade em dribles com a perna esquerda e seu espírito de liderança lhe renderam o apelido de "Maradona dos Cárpatos", em referência ao craque argentino e à região onde situa-se a Romênia.
É pai do também futebolista Ianis Hagi.

## Carreira como jogador

### Início na Romênia
Hagi desde cedo demonstrava talento com a bola, sendo levado com quinze anos ao Luceafărul Bucareste, escola para pessoas de talento excepcional. Entretanto, as precárias condições do lugar fizeram com que ele voltasse às divisões de base do Farul Constanţa, onde começara.
Debutou no time principal em 1982 e, um ano depois, já estava em um clube da capital, o Sportul Studenţesc. Devido a problemas pulmonares e cardíacos, tinha de assinar termos em que se responsabilizava por eventuais males que sofresse em campo.
No Sportul, sua liderança e a facilidade em chutar com força ou precisão logo lhe levaram à Seleção Romena. Com isso, passou a ser assediado pelos dois principais clubes da capital e do país, o Steaua Bucareste e o Dínamo Bucareste, principalmente após levar o Sportul a um vice-campeonato romeno na temporada 1985–86, em que foi artilheiro — já havia sido também na anterior.
Ao fim daquela temporada, o Steaua surpreendentemente levara pela primeira vez à Romênia e ao Leste Europeu o título na Copa dos Campeões da UEFA. Ainda assim, Hagi iniciou 1986–87 ainda no Sportul, transferindo-se finalmente para o Steaua no decorrer dela.

### Steaua Bucareste
Hagi chegou ao Steaua (estrela, em romeno) já após o Mundial Interclubes (perdido para o River Plate), no início de 1987, a tempo de disputar em fevereiro Supercopa Europeia válida do ano anterior. O troféu consiste em um tirateima entre os vencedores dos dois principais torneios interclubes europeus: o principal (Copa dos Campeões, que deu origem à atual Liga dos Campeões da UEFA) e o secundário (na época a extinta Recopa Europeia, hoje substituída pela Liga Europa da UEFA).
Na ocasião, a Supercopa foi decidida contra o Dínamo de Kiev, base do bom elenco da Seleção Soviética na época. Hagi logo mostrou ao que veio, marcando o único gol da partida. Em seu primeiro ano no time do exército, foi campeão romeno invicto, o que se repetiu nas duas temporadas seguintes, mesmo com um racha no elenco — o artilheiro do time, o veterano Victor Piţurcă, não davam-se bem: disputavam a liderança entre os jogadores (que era exclusiva de Piţurcă até o garoto chegar) e até as artilharias do campeonato romeno.
Hagi poderia ter saído do Steaua já após a segunda temporada, em 1988, quando recebeu oferta da Juventus, ansiosa por um substituto do recém-aposentado ídolo Michel Platini. A equipe italiana, em troca, financiaria a construção de um hospital. O negócio foi considerado "muito capitalista" e acabou negado. Além do terceiro título invicto seguido no campeonato e também de uma Copa da Romênia, a temporada 1988–89 viu o Steaua voltar à final da Copa dos Campeões da UEFA, desta vez com Hagi consigo. Para completar, a decisão seria novamente na Espanha, onde a equipe fora campeã em 1986 — e sobre a equipe local do Barcelona.
Jogando na própria cidade de Barcelona (três anos antes, havia sido em Sevilha), todavia, os romenos não foram páreos para o Milan de Ruud Gullit e Marco van Basten, que fizeram dois gols cada na vitória italiana por 4–0. Talvez acusando o golpe, a temporada 1989–90 foi a primeira e única no Steaua em que Hagi acabou ficando sem a taça nacional, mesmo com a concorrência com Piţurcă acabando — o desafeto saíra para jogar no Lens, da França. Hagi, a seguir, disputou sua primeira Copa do Mundo, participando do Mundial de 1990.
Não foi muito bem, mas ainda assim atraiu os olhares do Real Madrid. Desta vez, com a queda do regime comunista) na Romênia (que resultou no fuzilamento do ditador Nicolae Ceauşescu), Hagi pôde transferir-se para a Europa Ocidental.

### Presença nos grandes centros europeus
Ficaria dois anos no Real, sem conseguir uma boa sequência de jogos. O clube merengue havia conquistado cinco títulos seguidos em La Liga, acabou perdendo o sexto na última rodada, de forma frustrante: em uma boa partida, Hagi fez um gol e deu passe para outro em vitória parcial por 2–0 contra o Tenerife, mas a equipe das Canárias conseguiu virar a partida e o título acabou com o arquirrival Barcelona. Nos blancos, seu único título foi uma Supercopa da Espanha, ainda em 1990.
Em 1992, após o Real ficar em terceiro, atrás dos rivais Barcelona (novamente campeão) e Atlético, Hagi saiu para a modesta equipe do Brescia, então na Serie B italiana, onde estavam seus compatriotas Florin Răducioiu e Mircea Lucescu (técnico). Com eles, o clube conseguiu o acesso à Serie A, mas acabou rebaixado logo na seguinte, a de 1993–94.
Após uma estupenda Copa do Mundo de 1994, retornou à Espanha, justamente no arquirrival de seu ex-clube. Entretanto, não conseguiu sucesso e títulos no Barcelona, não se encaixando no que o técnico Johan Cruijff queria dele: maior marcação defensiva. Com os dois anos em que ele passou no time, ganhou apenas a Supercopa da Espanha no ano em que chegou — os campeões espanhóis foram os dois madrilenhos, Real e Atlético.

### Maestro no Galatasaray
Deixou o Barcelona em 1996 para jogar no então obscuro futebol turco, contratado pelo Galatasaray. Ali, voltou a saborear as conquistas em série que tivera no Steaua e que lhe faltaram na Espanha: foram quatro Campeonatos Turcos seguidos entre 1997 e 2000, além do título mais importante de um clube do país: a Copa da UEFA na temporada 1999–00, vencida nos pênaltis sobre o favorito Arsenal.
Jogando ao lado do colega de Seleção Gheorghe Popescu, dos brasileiros Capone, Jardel e Taffarel e de parte da base da Seleção Turca que naquela temporada conquistara vaga para a Eurocopa 2000 — Bülent Korkmaz, Ergün Penbe, Ümit Davala, Okan Buruk, Arif Erdem e Hakan Şükür —, meses depois Hagi conquistou seu último troféu como jogador, a Supercopa Europeia. Novamente contra um favorito, nada menos que o Real Madrid de Vicente del Bosque, que contava com nomes como Iker Casillas, Roberto Carlos e Luís Figo.

### Seleção Romena
Ainda no Sportul Studenţesc, estreou pela Seleção Romena principal em 1983, aos 18 anos. No ano seguinte, figurou com o país na Eurocopa de 1984, o primeiro torneio que a Romênia classificou-se desde a Copa do Mundo de 1970. Apesar do sucesso no futebol romeno na década de 1980, outra classificação só veio na Copa do Mundo de 1990. A Romênia acabou melancolicamente eliminada ainda nas oitavas-de-final, contra uma inferior e estreante Irlanda.
Quatro anos depois, Hagi teria atuações redentoras na Copa do Mundo de 1994. Contra a favorita Colômbia, marcou um gol desferindo o chute a cinquenta metros de distância das metas de Óscar Córdoba. Nos Estados Unidos, demonstrou toda a sua liderança no elenco: cobrava as faltas, os escanteios e os pênaltis, sempre obedecido pelos colegas.
Também na primeira fase, voltou a balançar as redes na inesperada derrota por 4–1 para a Suíça, o único resultado vergonhoso. Já nas oitavas-de-final, contra a Argentina (sem Diego Maradona e Claudio Caniggia), Hagi anotou o terceiro gol romeno na vitória por 3–2. Em um duelo equilibrado contra a Suécia, nas quartas, em um jogo cheio de alternâncias, esteve perto de saborear a vaga nas semifinais: os nórdicos fizeram 1–0 e os romenos empataram a dois minutos do final, virando a partida no primeiro tempo da prorrogação. A cinco minutos do fim do tempo extra, os suecos empataram e a partida encaminhou-se para os pênaltis, onde eles foram os primeiros a perder uma cobrança. Hagi marcou na sua vez, mas o goleiro adversário Thomas Ravelli posteriormente defenderia as cobranças de Dan Petrescu e Miodrag Belodedici. Novamente, Hagi via sua Romênia cair nos pênaltis. Ainda assim, foi uma das revelações do mundial, sendo incluído na hipotética equipe que reuniu os melhores do torneio.
Após uma péssima Eurocopa 1996, em que a Romênia perdeu seus três jogos na primeira fase, Hagi conduziu o país a nova Copa do Mundo. No Mundial de 1998, o país classificou-se em primeiro no grupo que continha a Inglaterra. Foi justamente após vitória sobre os favoritos ingleses, que garantiu a classificação, que Hagi e todos os romenos protagonizaram uma das cenas mais folclóricas das Copas, com todos tendo pintado o cabelo de loiro, em alusão ao uniforme do time. Mas a promessa de uma campanha mais longe terminou logo nas oitavas, com derrota por 1–0 para a surpreendente Croácia.
Aos 35 anos, embalado com o título na Copa da UEFA com a zebra Galatasaray, despediu-se da Seleção após a Euro 2000, onde novamente inspirou a vitória sobre os ingleses e fez a Romênia passar pela primeira — e, até hoje, única — vez da fase de grupos da Eurocopa. O sabor para Hagi, em especial vinha sendo melhor: o técnico da Romênia nas eliminatórias para a Euro 2000 era o desafeto Victor Piţurcă, que perdeu a disputa com Hagi após ambos discutirem acerca da premiação ao elenco — Piţurcă defendera que os jogadores que haviam participado da vitória sobre o concorrente direto Portugal, em plena Porto, recebessem um prêmio maior, sendo que justamente naquela partida Hagi não jogara.
Nas quartas, a Romênia, treinada por Emerich Jenei no torneio continental, caiu ante a Itália.

## Carreira como treinador
Hagi estreou na nova função já em 2001, logo na Seleção da Romênia. Entretanto, não teve êxito na tentativa de classificar seu país para a Copa do Mundo de 2002, sendo eliminado na repescagem pela menos tradicional Eslovênia. Foi mandado embora com críticas de gostar de chamar para si as atenções.
Voltou à Turquia em 2003, para treinar o Bursaspor e, no ano seguinte, retornava ao Galatasaray. Em sua ex-equipe, levantou seu único troféu como técnico, uma Copa da Turquia. Em 2007, foi a vez de comandar outro antigo clube: foi chamado a peso de ouro pelo Steaua, que havia conseguido classificar-se para a fase de grupos da Liga dos Campeões da UEFA e fazia grandes investimentos para voltar a brigar por títulos continentais. Hagi, porém, pediu demissão após aproximadamente três meses, aborrecido com as seguidas interferências do presidente do Steaua, o polêmico Gigi Becali, nas escalações. "Estava cheio. A tensão era inacreditável. Sentia-me torturado no Steaua", declarou.
Em 2010, Hagi acertou sua volta ao comando técnico do Galatasaray, mas foi demitido em março de 2011, após uma sequência de maus resultados no Campeonato Turco.

## Pós-aposentadoria
Em 2009, Hagi fundou a Academia de Fotbal Gheorghe Hagi, um clube de futebol especializado na formação de jogadores, com o objetivo de fornecer novos talentos ao futebol romeno e à sua Seleção. O clube conta com uma categoria profissional, chamada Viitorul (literalmente, "o futuro", em romeno). O clube é sediado no distrito de Constanta, onde Hagi nasceu.
Iniciando na quarta divisão, o clube subiu rapidamente à elite do futebol romeno, na temporada 2012–13. Em 2014, Hagi assumiu também o comando técnico da equipe. Agora, como fundador, técnico e proprietário, Hagi tirou seu clube de qualquer risco de rebaixamento e o levou à Liga Europa na temporada 2016–17.
O Viitorul atualmente é um clube com uma estrutura única no futebol romeno, tendo formado várias das principais promessas do futebol romeno, incluindo Ianis Hagi, filho de Gheorghe. Hagi promoveu o próprio filho aos profissionais do Viitorul, dando a braçadeira de capitão a Ianis em 12 de agosto de 2015, na partida contra o Universitatea Craiova, válida pelo campeonato nacional. Ianis tornou-se assim o jogador mais jovem na Romênia a capitanear um time da primeira divisão.
Ao final da temporada 2015–16, Gheorghe Hagi autorizou a venda do passe de Ianis para a Fiorentina.

## Títulos como jogador
Steaua București
- Supercopa da UEFA: 1986
- Campeonato Romeno: 1986–87, 1987–88 e 1988–89
- Copa da Romênia: 1986–87, 1987–88 e 1988–89

Real Madrid
- Supercopa da Espanha: 1990
- Troféu Santiago Bernabéu: 1991

Brescia
- Torneio Anglo-Italiano: 1994

Barcelona
- Supercopa da Espanha: 1994
- Torneio Cidade de La Linea: 1995
- Troféu Joan Gamper: 1995

Galatasaray
- Copa da Turquia: 1995–96, 1998–99 e 1999–00
- Supercopa da Turquia: 1996 e 1997
- Campeonato Turco: 1996–97, 1997–98, 1998–99 e 1999–00
- Copa TSYD: 1997–98, 1998–99, 1999–00
- Copa da UEFA: 1999–00
- Supercopa da UEFA: 2000

Seleção Romena
- Torneio de Paris: 1983

### Prêmios individuais
- Futebolista Romeno do Ano: 1985, 1987, 1993, 1994, 1997, 1999 e 2000[carece de fontes?]
- Seleção da Copa do Mundo pela FIFA: 1994[9]
- FIFA Ballon d'or: 4º lugar em 1994[carece de fontes?]
- FIFPro World XI: 1998[carece de fontes?]
- Futebolista do Ano na Turquia: 1996, 1999 e 2000[10]
- 25º Melhor Jogador do Século XX pela revista World Soccer[11]
- Prêmio do Jubileu da UEFA – Melhor Jogador Romeno dos Últimos 50 Anos: 2003[12]
- FIFA 100: 2004[13]
- Prêmio Golden Foot (Legends): 2015[14]

### Artilharias
- Campeonato Romeno de 1984–85 (20 gols)[carece de fontes?]
- Campeonato Romeno de 1985–86 (31 gols)[carece de fontes?]
- Liga dos Campeões da UEFA de 1987–88 (4 gols)[carece de fontes?]

## Títulos como treinador
Galatasaray
- Copa da Turquia: 2004–05
- Copa TSYD: 2010–11

Viitorul Constanța
- Campeonato Romeno: 2016–17
- Copa da Romênia: 2018–19
- Supercopa da Romênia: 2019

### Prêmios individuais
- Treinador do Ano na Romênia: 2015 e 2017[15]